# 密咒圆因往生集
密咒圓因往生集，為一部中国佛教密宗著作，其中真言由西夏僧人金剛幢翻譯，僧人智广、慧真等人编集，中書相賀宗壽於天慶七年（1200年）作序，收錄於明代永乐年間《再刻南藏》、《大正藏》第46冊。本书與《显密圆通成佛心要集》皆体现了五台山华严密教的精神。
本书收集了大輪金剛陀羅尼、淨法界咒、文殊護身咒、三字總持咒、七俱胝佛母心大准提咒、大佛頂白傘蓋心咒、大寶樓閣三咒、功德山陀羅尼咒、不動如來淨除業障咒、釋迦牟尼滅惡趣王根本咒、尊勝心咒、观自在菩萨六字大明心咒、文殊菩萨五字心咒、藥師琉璃光佛咒、阿弥陀佛根本咒、阿弥陀佛心咒、智炬如來心破地獄咒、毘盧遮那佛大灌頂光咒、金剛薩埵百字咒等33首密咒（一说29首），这些密咒多被认为只要如法持誦便能引人往生净土。
本書中有收錄「十二因緣咒」，其名雖同於《金光明最勝王經‧長者流水品》中之真言，但內容不同。

## 資料來源
1. 1 2  智廣、慧真 (编). . 東京: 大藏出版株式會社. 1988  [2020-06-28]. （原始内容存档于2020-08-09） （中文（臺灣））.
2. ↑  中華佛教百科全書編輯委員會編輯；藍吉富主編. . 《中華佛教百科全書》 (臺南縣永康市: 中華佛教百科文獻基金會). 1994. ISBN 9579982104 （中文（臺灣））.
3. 1 2  慈怡法師主編. . 《佛光大辭典》 (高雄縣大樹鄉: 佛光). 1988. ISBN 9789575433307 （中文（臺灣））.
4. ↑  丁福保. 《佛學大辭典》. 维基文库. 1922 （中文）.